# Shigeyuki Kojima
Shigeyuki Kojima (小島 茂之, Kojima Shigeyuki, né le 25 septembre 1979) est un athlète japonais, spécialiste du sprint.
Il mesure 1,73 m pour 68 kg.
Il fera partie de l'équipe du Japon aux prochains Championnats du monde d'athlétisme 2007.

## Meilleures performances
- 100 m : 10 s 20 (vent 1,5 m/s) 1 Kōbe 2 juillet 2000
- 200 m : 21 s 29 (vent -0,7 m/s) 1 Chiba 3 mai 1997